# Saterlandski frizijski jezik
Saterlandski frizijski jezik (ISO 639-3: stq; saterfrizijski; saterfriesisch, saterfriesiesch, saterländisch, saterlandic frisian), jedan od tri frizijska jezika šire germanske skupine kojim govori oko 5 000 ljudi (2001 Wolbert Smidt), etničkih Friza ili Saterfriza u njemačkoj općini (gemeinde) Saterland (sterfrizijski Seelterlound) u Donjoj Saskoj na sjeverozapadu Njemačke. Danas ga govori starije stanovništvo. 
Gotovo svi govornici se služe i standardnim njemačkim.

## Vanjske poveznice
- wikipedija na Saterlandskom frizijskom jeziku
- Ethnologue (15th)